# Francis Geoffrey Jacobs
Sir Francis Geoffrey Jacobs (* 1939) ist ein britischer Jurist, der von 1988 bis 2006 Generalanwalt am Gerichtshof der Europäischen Gemeinschaften war.
Jacobs begann seine juristische Karriere als Barrister und wurde schließlich Kronanwalt. Er wurde dann Beamter im Sekretariat der Europäischen Kommission für Menschenrechte und Rechtsreferent des Generalanwalts Jean-Pierre Warner. Er war von 1974 bis 1988 Professor an der Universität London für Europarecht und ab 1981 Direktor des Zentrums für Europäisches Recht am King’s College London. Vom 7. Oktober 1988 bis 10. Januar 2006 war Jacobs Generalanwalt am Europäischen Gerichtshof. 2005 wurde er zum Mitglied des Privy Council gewählt und zum Ritter geschlagen. Derzeit ist Jacobs Gastprofessor am Europakolleg in Brüssel.
Francis Geoffrey Jacobs verfasste mehrere Werke zum Thema Europarecht und gründete das Yearbook of European Law und gab es heraus.